# Nabożeństwo czerwcowe
Nabożeństwo czerwcowe (zwane również czerwcówką lub czerwcowym) – forma zbiorowej modlitwy w katolicyzmie poświęconej Najświętszemu Sercu Pana Jezusa. Modlitwa odmawiana jest w czerwcu, zwykle po wieczornej mszy świętej. Nabożeństwo czerwcowe w składa się z adoracji Najświętszego Sakramentu oraz Litanii do Najświętszego Serca Pana Jezusa.

## Historia
Pomysł nabożeństw czerwcowych wyszedł w połowie XIX w. od Anieli de Sainte-Croix, francuskiej siostry zakonnej. Będąc jeszcze w nowicjacie, po przyjęciu Komunii świętej, doszła do wniosku, że skoro maj jest poświęcony Matce Bożej, to czerwiec należy ofiarować Sercu Jezusowemu. Spostrzeżeniem tym podzieliła się z wychowawczynią i koleżankami. Myśl poświęcenia miesiąca czerwiec Najświętszemu Sercu Pana Jezusa została przychylnie odebrana przez przełożoną klasztoru, a później także przez biskupa paryskiego. Wybór terminu miał też związek z faktem, że właśnie w czerwcu 1675 doszło do najważniejszego z wielkich objawień doświadczonych przez św. Małgorzatę Marię Alacoque. W czerwcu przypada także Święto Serca Pana Jezusa. W Polsce nabożeństwa czerwcowe odmawiano od 1857. Po raz pierwszy nabożeństwo to odprawiono w kościele Sióstr Wizytek w Lublinie. Papież Pius IX zatwierdził nabożeństwo czerwcowe jako oficjalną modlitwę Kościoła w roku 1873.

## Nabożeństwo czerwcowe w mariawityzmie
Poza Kościołem rzymskokatolickim nabożeństwo czerwcowe cieszy się popularnością także w mariawityzmie, który akcentuje związek kultu Serca Jezusowego z kultem eucharystycznym. W Kościołach mariawickich po litanii do Najświętszego Serca Pana Jezusa odmawia się Koronkę do Miłosierdzia Bożego, ułożoną przez św. Marię Franciszkę Kozłowską, następnie wiernym udzielana jest Komunia święta. Po odmówieniu stosownych modlitw przewodniczący nabożeństwa może wygłosić naukę, przeczytać rozważanie, fragment Pisma Świętego czy Dzieła Wielkiego Miłosierdzia. Nabożeństwo kończy się błogosławieństwem Przenajświętszym Sakramentem i pieśnią ku czci Najświętszego Serca Jezusowego. 